# Atrichopogon insigniventris
Atrichopogon insigniventris är en tvåvingeart som beskrevs av John William Scott Macfie 1935. Atrichopogon insigniventris ingår i släktet Atrichopogon och familjen svidknott. Inga underarter finns listade i Catalogue of Life.